# Satzbreite
Die Satzbreite ist die Länge einer Zeile und wird daher auch als Zeilenlänge bezeichnet. Sie wird entweder in Millimetern oder typografischen Punkten gemessen und hängt von der Größe der Schrift ab. Zudem orientiert sich die Satzbreite an der jeweiligen Text- und Buchart. Ist der Text auf rein informatives Lesen ausgerichtet (beispielsweise Lexika), sollte die Länge der Zeilen nicht zu lang ausfallen. Zu kurze Zeilen führen hingegen zu häufigen und unschönen Worttrennungen sowie irritierenden Zeilensprüngen.

## Veränderung der Zeilenlänge
Die Satzbreite kann durch zwei unterschiedliche Maßnahmen beeinflusst werden. Zum einen kann durch die Vergrößerung der Wortabstände die volle Zeilenlänge erreicht werden. Dieser Vorgang wird als Austreiben bezeichnet und wird im Blocksatz verwendet. Auch die Abstände der einzelnen Buchstaben können durch Spationierung vergrößert werden. Umgekehrt ist auch eine Verringerung der Wortabstände möglich. In typografischer Fachsprache wird diese Methode Einbringen genannt.